# Videovaganza 1990–1993
Videovaganza 1990–1993 — музыкальная видеокассета шведской поп-группы Army of Lovers. Вышла в 1993 году, наряду со студийным альбомом The Gods of Earth and Heaven.
В сборник Videovaganza 1990—1993 вошли девять видеоклипов группы на синглы из первых трёх её альбомов: Disco Extravaganza, Massive Luxury Overdose и The Gods of Earth and Heaven. В перерывах между видеоклипами демонстрируются разговоры участников друг с другом и их иносказательные повествования о себе. На сегодняшний день оригинальные видеокассеты имеют большую редкость, отсутствуя в продаже. Большая часть видеоклипов из сборника была включена в более доступный DVD Hurrah Hurrah Apocalypse – The Definitive Video Collection, релиз которого состоялся в 2005 году.

## Список видео
1. Ride The Bullet (первая версия, с Ла Камиллой)
2. My Army of Lovers
3. Crucified
4. Ride The Bullet (вторая версия, с Микаэлой де ла Кур)
5. Obsession (вторая версия, с Микаэлой де ла Кур)
6. Judgment Day
7. Israelism
8. La Plage De Saint Tropez
9. Sons Of Lucy